# Willem Oltmans
Willem Leonard Oltmans (Huizen, 10 juni 1925 – Amsterdam, 30 september 2004) was een Nederlands journalist, auteur en pamflettist. Hij werd vooral bekend om zijn moeizame relatie met de Nederlandse autoriteiten en zijn jarenlange juridische strijd met de Nederlandse overheid om compensatie vanwege de decennia lange tegenwerking die hij ondervond na een interview in 1956 met de Indonesische president Soekarno, met wie hij bevriend raakte. Door deze vriendschap ontwikkelde hij zich tot Indonesië-kenner, maar ook blijvend tot een felle criticus van het Nederlands buitenlandbeleid.

## Jeugd
Oltmans werd geboren in een gefortuneerd gezin met koloniale wortels, als zoon van jurist en scheikundig ingenieur Antonie Cornelis Oltmans en Alexandrine van der Woude. Zijn ouders waren neef en nicht: zijn moeder was de dochter van Lucie Eléonore Oltmans en Hendrik van der Woude. Grootvader Van der Woude ontwikkelde  als eerste zuivere witte kinine en was mede-oprichter van 's werelds grootste fabrikant daarvan, de Nederlandsche Kininefabriek (N.K.F.) in Maarssen, het latere ACF-concern na samenvoeging met de Amsterdamse kininefabriek. Oltmans heeft zelf deze grootvader van moeders kant nooit gekend, door een echtscheiding van deze grootouders en diens vroegtijdig overlijden op 54-jarige leeftijd. Oltmans' vader en grootvader hadden in Nederlands-Indië gewoond. Zij waren beiden te  Semarang op Java geboren. Zijn overgrootvader Alexander Oltmans was ‘president comité’ van de Nederlands-Indische Spoorweg Maatschappij. 
Hij groeide op met twee broers in landhuis De Horst in Bosch en Duin tussen Bilthoven en Zeist en kreeg bijlessen Duits van Gertrude Büringh Boekhoudt, die haar hele leven lang Oltmans' belangrijkste vertrouwelinge was. In de jaren 50 werd Büringh Boekhoudt door de koninklijke familie aangesteld als begeleidster van Beatrix en de andere prinsessen. 

## Opleiding
Oltmans volgde zijn middelbareschoolopleiding gedurende de bezettingsjaren (HBS-A en HBS-B) aan Het Baarnsch Lyceum. Na de Bevrijding van Nederland meldde hij zich in juni 1945 als vrijwilliger bij het Korps Mariniers "om Indië te bevrijden", om daarvan naar eigen zeggen  "weer afscheid te nemen" na de capitulatie van Japan en het uitroepen van de Indonesische onafhankelijkheid.
In 1946 werd hij op voordracht van oud-diplomaat W.L.F.C. (Willem) ridder van Rappard toegelaten op Nijenrode, dat toen nog Stichting Nijenrode, Instituut voor Bedrijfskunde heette en tevens een Nederlands Opleidings Instituut voor het Buitenland (NOIB) kende en gold als opleiding voor toekomstige diplomaten. Van Rappard was lid van de Raad van Bestuur van dit instituut. Omdat het kasteel Nijenrode nog niet gereed was, begon de opleiding in een noodvestiging op de Paasheuvel te Vierhouten. Vervolgens studeerde hij van 1948 tot 1950 Political Science and International Relations aan de Yale-universiteit in de Verenigde Staten. Dit was ten tijde van de door Nederland als 'politionele acties' betitelde Indonesische Onafhankelijkheidsoorlog. Zich discussies daarover herinnerend schreef hij later: "In Yale begon ik in te zien dat ik deel uitmaakte van een club van westerse onderdrukkers". In 1950 keerde hij terug naar Nederland.

## Loopbaan
Op 10 augustus 1953 begon zijn journalistieke carrière, op de buitenlandredactie van het Algemeen Handelsblad onder Anton Constandse, aan wie hij was aanbevolen door Henk Hofland, die hij op Nijenrode had leren kennen. Op de redactie in Amsterdam schreef hij stukken aan de hand van persberichten over onder meer de Slag bij Điện Biên Phủ in Vietnam en het uitbreken van de Korea-oorlog. In 1954 ging hij voor United Press werken, om een jaar later over te stappen naar De Telegraaf, als correspondent in Rome. 
Gedurende zijn carrière schuwde Oltmans controverses en affaires niet. Collega's zagen met de nodige argwaan hoe hij zich beroemde om zijn internationale contacten, pretenderend op goede voet te staan met bijvoorbeeld de Indonesische (ex-)president Soekarno; en later in de jaren 80 met de Surinaamse legerleider Desi Bouterse, als wiens "adviseur" hij zou optreden. Zelf benadrukte hij dat een journalist de moed moest betonen zelf onderzoek te doen naar de feiten en daarbij ook over voldoende parate kennis van de geschiedenis moest beschikken: de dagbladjournalist die zijn geschiedenis niet kent, zal lapwerk leveren. Naar eigen zeggen beging hij het pad van de "stille diplomatie", "in de coulissen van de politieke macht", doordat hij als journalist toegang had tot hooggeplaatste personen.
Rob Meines schreef in december 1992 in NRC Handelsblad: "(...) want met zijn voortreffelijke kennis van het diplomaten-lingo, met de juiste dosis geaffecteerdheid in zijn spraak en met de habitus van een heer van stand, gecombineerd met een rotsvast geloof in het eigen gelijk, verschafte Oltmans zich toegang tot de werk- en huiskamers van een behoorlijke reeks presidenten en premiers." Carel Enkelaar, van 1955 tot 1963 hoofdredacteur van het NTS-journaal, stelde dat Oltmans met zijn primeurs "tien jaar te vroeg was".

## Kritiek
Als journalist die zelf vaak onderwerp werd van het nieuws, bleef Oltmans niet onomstreden. Hofland schreef in 1972 Tegels lichten over zijn oude studiegenoot "Oltmans kwam terecht in de oudhollandse molen waar de reputaties vermalen worden."
Nadat Oltmans in 1957 zelf de initiatiefnemer bleek te zijn geweest van de Petitie Drost (waarin de Tweede Kamer door Nederlanders in Indonesië opgeroepen werd besprekingen met Indonesië aan te gaan) ontpopte hij zich als een "contactman" die buiten de diplomatieke kanalen openingen zocht voor een normalisering van de betrekkingen tussen Nederland en Indonesië, onder meer tussen de Indonesische autoriteiten en de Groep Rijkens – een lobby vanuit het Nederlandse bedrijfsleven onder aanvoering van Paul Rijkens (grondlegger van Unilever) die positief stond tegenover een afdracht van Nieuw-Guinea 'onder economische voorwaarden'. Begin jaren 70 werd hij mede wegens zijn aanklachten tegen het beleid van minister van Buitenlandse Zaken Joseph Luns inzake Nieuw-Guinea in het toenmalige dagblad De Tijd als het enfant terrible van de Nederlandse journalistiek betiteld en een "veel besproken en beschreven journalist" die zich telkens "gewild of ongewild in de publiciteit werkte".
Naast zijn werkzaamheden als journalist liet Oltmans door gebruik te maken van zijn toegang tot diverse wereldleiders zich in met activiteiten die door historicus Hermann von der Dunk in 1988 in een beschouwing over de eerste delen van zijn memoires als semi-diplomatiek zou worden omschreven. Hans Warren stelde dat Oltmans zijn journalistieke onafhankelijkheid op het spel zette door zich zonder mandaat als diplomaat te gedragen. Willem Breedveld noemde Oltmans "meer een activist, lobbyist en een begaafd toneelspeler met een ruim bemeten ego, dan een journalist".
Kritische collega's stelden dat zijn onbescheidenheid over de rol die hij bij diverse politieke gebeurtenissen zelf zou hebben gespeeld groteske vormen aannam.
Met name in dagblad De Telegraaf moest hij het jarenlang ontgelden. In 1972 noemde Telegraaf-columnist Jacques Gans hem een journalistieke diva van de politieke intrige. In 1993 werd hij door een medewerker onder het pseudoniem Waarnemer neergezet als "een querulant (...) die het bijna niet lukt om met iemand geen ruzie te krijgen".
Ook andere kranten lieten zich, zij het minder stelselmatig, niet onbetuigd. In 1973 betitelde redacteur Paul van 't Veer van Het Parool Oltmans als "pleitbezorger en public relations officer van Soekarno", waarna hij op aandringen van Oltmans in een rectificatie genoopt werd te erkennen dat dit "public relations officer" ironisch bedoeld was en dat hij hem niet als "betaald agent van Soekarno in Nederland" wilde voorstellen. Eveneens in 1973 kreeg Oltmans van Bibeb de gelegenheid in een groot interview voor het weekblad Vrij Nederland zelf uit de doeken te doen wat hem dreef: "Ik heb een talent om relaties te kweken en door te dringen tot plaatsen waar gewone journalisten geen toegang krijgen". In dit interview kondigde hij de publicatie aan van zijn boek Den Vaderland Getrouwe. Met de titel zou hij hebben willen onderstrepen geen "landverrader" te zijn, maar "iemand die het goed meent met Koningin en Vaderland" en zich hebben willen afzetten tegen hoe hij met name vaak in De Telegraaf werd afgeschilderd Het eerste exemplaar van dit op zijn dagboekaantekeningen in de periode 1956-1973 gebaseerd boek werd in november 1973 symbolisch overhandigd aan Dewi Soekarno. Zelf verklaarde Oltmans dat dit boek bedoeld was als "verdediging van de integriteit" in verband met de vele aanvallen en verdachtmakingen in de loop der jaren tegen zijn persoon. Critici beschouwden het als in wezen een lange aanklacht tegen Luns en een apologie voor Soekarno.

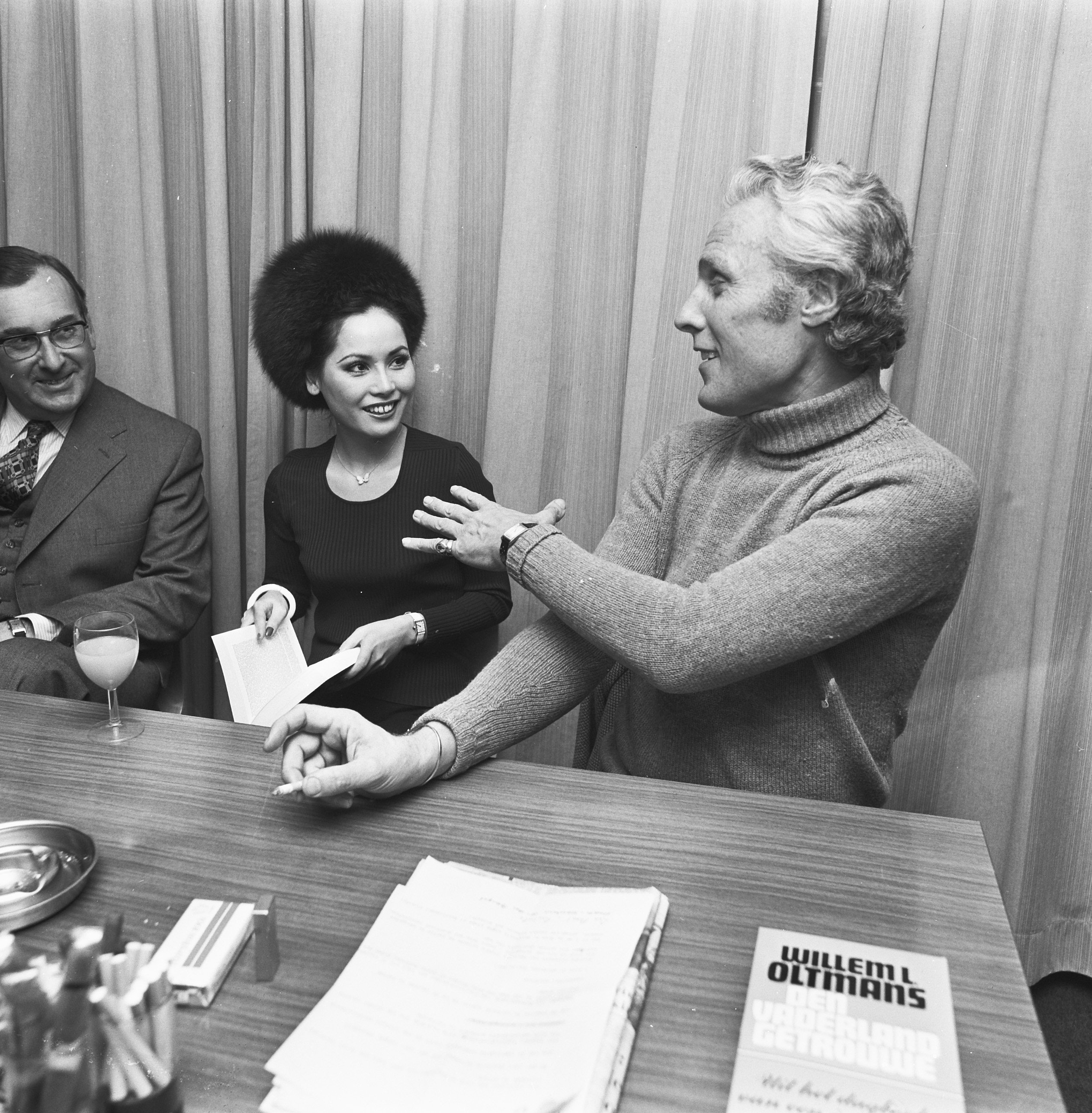
Weduwe Dewi Soekarno bij de presentatie van Den Vaderland Getrouwe (1973)

In 1976 klaagde Oltmans vergeefs bij de Raad voor de Journalistiek over een recensie door collega-journalist Leo Vlijmen, waarin hij werd omschreven als een journalistieke charlatan. In Het Parool werd hij in 1983 een "journalistieke kokette reïncarnatie van Narcissus" genoemd. Herman Veenhof van het Nederlands Dagblad noemde hem in 1986 een " erkend querulant"  en ook megalomaan, omdat hij zijn eigen rol als doorslaggevend zag in de gebeurtenissen die hij meemaakte. Toen in 1986 het tweede deel van zijn Memoires verscheen, publiceerde NRC Handelsblad een recensie daarvan onder de kop Oltmans heeft altijd gelijk.
In 1987 werd Oltmans om zijn controversiële rol in Suriname tijdens de Binnenlandse Oorlog in een boek over de guerrillaleider en latere parlementsvoorzitter en vicepresident Ronnie Brunswijk een rasintrigant genoemd.
Oltmans repliek op zijn critici luidde: "Ik ben een participerend journalist, geen partij-journalist". "(...) die Nederlandse journalistiek zit zo etterig in elkaar. Ze kunnen geen label op me plakken. En als je geen label hebt ben je verdacht. Ik weiger een label te dragen. (...) Ik wil informatie geven, ongebonden aan ideologie, partijpolitiek, geloofsovertuiging en andere shit".

### Interview en vriendschap met Soekarno
In 1956 bracht het Indonesische staatshoofd Soekarno een zevendaags staatsbezoek aan Italië, waar president Giovanni Gronchi het eerste Europees staatshoofd was dat hem ontving. Dit gebeurde tegen de zin van de toenmalige Nederlandse minister van Buitenlandse Zaken Joseph Luns, die ambassadeur Han Boon opdroeg daartegen te protesteren en de Nederlandse pers maande dit bezoek te negeren. Ook tegen de zin van deze minister en tevens tot misnoegen van zijn eigen hoofdredacteur Stokvis bij dagblad De Telegraaf zou Oltmans erin slagen via de Indonesische ambassadeur te Rome toegang te krijgen tot Soekarno, die allerminst onwillig bleek met de Nederlandse pers te spreken. Oltmans' hoofdredacteur verlangde echter dat hij zich als correspondent te Rome beperkte tot berichten over Italië en het Vaticaan. Ongehoorzaam interviewde hij toch het Indonesische staatshoofd, die liever eerst Nederland zou hebben bezocht. Vanuit een gekwetste nationale trots sinds het verlies van Indië ging Soekarno in Nederland echter door voor 'staatsvijand nummer één'. Oltmans slaagde erin zich te accrediteren met een opdracht van het persbureau Agence France Presse. Hij sprak met hem op de Indonesische ambassade te Rome (Soekarno sprak vloeiend Nederlands) en de Italiaanse chef protocol markies di San Damiano maakte geen bezwaar tegen deelname aan de gezamenlijke bezichtiging van Pompeï die op het programma stond. Oltmans voegde zich opnieuw bij de Indonesische delegatie bij het daaropvolgende staatsbezoek aan West-Duitsland.
Met de Bandungconferentie in 1955 had Soekarno de grondslag gelegd voor de Beweging van Niet-Gebonden Landen. Oltmans kreeg hierdoor een andere kijk op de man die sinds het verlies van Nederlands-Indië in de Nederlandse publieke opinie gold als een collaborateur met de Japanners, die de Nederlanders zou haten. 
Zelf zou hij daarover later schrijven:
"In de jaren dat ik hem uitstekend leerde kennen werd me meer dan duidelijk, dat zijn afkeer het kolonialisme en imperialisme gold en allerminst de Nederlander als mens (...). Hij werd in ons land als een monster voorgesteld, omdat we tot de slechtste verliezers uit de Europese koloniale geschiedenis behoorden. De eenvoudigste uitweg voor ons eigen falen was om Sukarno van alles wat in Indië en Indonesië verkeerd was gegaan de schuld te geven."
Oltmans' artikelen over het bezoek van Soekarno aan Italië en West-Duitsland verschenen in Elsevier. Oltmans werd echter door De Telegraaf "aan de dijk gezet". Pas in 1991/'92 zou hem daarvan de precieze toedracht duidelijk worden.
Soekarno overleed in 1970, zonder ooit Nederland te hebben bezocht, drie jaar na zijn aftreden in afzondering als de gevangene van de nieuwe Indonesische machthebbers, die door Oltmans "verraderlijke CIA-coupgeneraals" werden genoemd. Oltmans zou gedurende de rest van zijn loopbaan keer op keer de rol benadrukken die de Amerikaanse geheime dienst CIA zijns inziens zou hebben gespeeld bij de staatsgreep in 1965 en de machtsovername door Soeharto. Nadat Oltmans reeds in 1956 bij hun kennismaking wegens zijn interview met Soekarno als landverrader was verguisd, werd het overlijden van Soekarno voor hem eveneens een extra pijnlijk moment, doordat Indonesië hem de toegang weigerde toen hij hem daags daarvoor op zijn sterfbed wilde bezoeken.

#### Reacties
Door de moeite die vele Nederlanders nog met de dekolonisatie hadden, stuitte de publicatie van het interview met Soekarno op vele afkeurende reacties.
Han Boon, de Nederlandse ambassadeur te Rome die door Oltmans werd betiteld als "een ware paladijn van Luns", waarschuwde de minister in een brief op 11 juli 1956 voor Oltmans. Boon noemt Oltmans daarin "impulsief" en "niet correct in de weergave van uitlatingen van anderen". Bovendien moest men oppassen met Oltmans: "bij een eerste kennismaking, althans met oudere en hoger geplaatste personen, is zijn nette voorkomen en quasi bescheiden optreden soms misleidend. Zonder falen blijkt spoedig daarna dat hij een persoon is tegenover wie grote voorzichtigheid in acht genomen moet worden".
Oltmans zou hierover zelf schrijven: 
"Terwijl ik de ontmoeting met Sukarno beleefde als een waardevolle historische gebeurtenis, die me had verrijkt en nieuwe ideeën en gezichtspunten had gebracht in het geschil over Nieuw-Guinea, beschouwden Luns en de ambassadeur mij als een ordinaire verrader, die zich niet aan de ‘instructies’ had gehouden."
Deze episode van zijn loopbaan beschreef hij in het tweede deel van zijn Memoires (1986), alsook in zijn eerder verschenen boeken De Verraders (1968) en Den Vaderland Getrouwe (1973) en het later verschenen Mijn vriend Sukarno (1995).
Het interview en zijn twee artikelen daarover in 1956 zouden een keerpunt betekenen in Oltmans' carrière en een sleutelmoment in zijn leven. Gedurende de tien jaren daarna zou hij Soekarno in toenemende mate gaan zien als een vriend en later zou hij hem ook zo noemen, in zijn boek over Soekarno. 
"Veertig jaar geleden gaven Joseph Luns en de aan hem dienstbare rijks-laaienlichters mij de rode kaart, omdat ik bij toeval Bung Karno in Rome ontmoette en de euvele moed had naar waarheid over hem te schrijven."

### Nieuw-Guinea / Irian-Barat en Indonesië
In december 1956 zette Oltmans voor het eerst voet op Indonesische bodem om als correspondent te gaan werken voor enkele Nederlandse dagbladen: NRC, het Algemeen Handelsblad en Het Vaderland. Reeds vrij snel daarna bepleitte hij vanuit Jakarta de overdracht van Nieuw-Guinea. Slechts een kleine minderheid van Nederlandse intellectuelen, journalisten en zakenlieden zagen in dat het land bezig was zich internationaal te isoleren met het halsstarrig vasthouden aan dit overzees gebiedsdeel. Oltmans was een van hen.
Op 21 januari 1957 verscheen een artikel van Oltmans' hand in de Indonesian Observer, waarin hij onder meer stelde dat Nieuw-Guinea door Nederland eigenlijk meteen aan Indonesië had moeten worden overgedragen. Als correspondent voor diverse publicaties kwam hij toen voor het eerst zelf in het nieuws, wegens zijn betrokkenheid bij de zogeheten Petitie Drost om de 'status' van de toenmalige Nederlandse kolonie Nieuw-Guinea. Hierin werd bij de Tweede Kamer aangedrongen op onderhandelingen met Indonesië inzake een overdracht van Nieuw-Guinea (Irian Barat). Deze petitie, die werd gepubliceerd in de Nederlandstalige krant De Nieuwsgier, droeg de naam van een gasthoogleraar internationaal recht aan de Universiteit van Indonesië te Jakarta en was ondertekend door een groep van 18 Nederlanders in Indonesië. Hiervan was hij zelf initiatiefnemer en mede-ondertekenaar. Zijn Nederlandse opdrachtgevers zegden daarop binnen twee dagen per telegram zijn medewerking op, omdat zij vonden dat hij zijn journalistiek werkzaamheid met politieke activiteiten vermengde en daarom niet langer onafhankelijk kon berichten. Hij werd verguisd. ‘Landverraad’ schreef zijn vroegere opdrachtgever De Telegraaf in een hoofdartikel, dat bijval kreeg van een onder een pseudoniem schrijvende columnist van het Algemeen Handelsblad ‘Johan van Oldenbarnevelt werd onthoofd wegens landverraad. Wat zal de Justitie met Willem Oltmans doen?’ Hierop deed Oltmans aangifte wegens laster en smaad tegen de hoofdredactie van De Telegraaf, en tevens tegen de betreffende medewerker van het Algemeen Handelsblad.  Later zou Oltmans achterhalen dat minister Luns de Binnenlandse Veiligheidsdienst had gevraagd zijn superieuren ervan te overtuigen dat hij staatsgevaarlijk zou zijn. Later zou Oltmans via Hofland bevestigd krijgen dat het ministerie van Buitenlandse Zaken en de Binnenlandse Veiligheidsdienst de verschillende hoofdredacteuren hadden gewaarschuwd dat hij ‘staatsgevaarlijk’ zou zijn en dat men toch echt niet met iemand ‘over wie de meest compromitterende rapporten circuleerden‘ zakelijke relaties kon blijven onderhouden.
In juni 1957 was Oltmans gast in het presidentieel paleis op de verjaardag van Soekarno. Hierna werd hij beschreven als een "zich journalist noemende jonge Nederlander die de Nederlands-Indonesische betrekkingen wilde 'verbeteren' door zich bij Soekarno binnen te vleien" en de perken te buiten zijn gegaan door Nederlanders in Indonesië over te halen de door hem opgestelde Petitie Drost te ondertekenen. Soekarno en de Indonesische pers zouden hem daarentegen loven. Hierop kreeg hij geen werk meer van Nederlandse opdrachtgevers en hij verhuisde daarom naar de Verenigde Staten.
In 1961 zou hij via een memorandum aan president Kennedy hebben voorkomen dat Nederland oorlog ging voeren om Nieuw-Guinea. Op zijn advies liet de Amerikaanse regering zich door prins Bernhard voorlichten over de kwestie Nieuw-Guinea. Toen minister van Buitenlandse Zaken Joseph Luns vervolgens in Washington kwam pleiten voor de Nederlandse zaak, zou Luns te verstaan zijn gegeven dat Nederland uit Nieuw-Guinea diende te vertrekken. In 1963 moest Nederland onder internationale druk dulden dat Nieuw-Guinea werd ingelijfd door Indonesië.
In 1970 kreeg Oltmans een kopie toegespeeld van een in het Japans geschreven brief van Dewi Soekarno, een van de echtgenotes van de afgezette president, aan de Indonesische president Soeharto, waarin zij laatstgenoemde ervan beschuldigde verantwoordelijk te zijn voor de moord op vele honderdduizenden Indonesische communisten na de staatsgreep in oktober 1965. Een vertaling hiervan werd gepubliceerd op anderhalve pagina in het weekblad Vrij Nederland en Oltmans interviewde haar voor de NOS-televisie. 
In 1972 drong Oltmans vergeefs aan op vervolging van Luns, inmiddels afgetreden als minister en de nieuwe secretaris-generaal van de NAVO, wegens opzettelijke misleiding van de regering-Drees rond de Nieuw-Guinea-kwestie. Ook bepleitte hij, eveneens vergeefs dat er een parlementaire enquête diende te worden gehouden over het Nieuw Guinea-beleid. Het NRC Handelsblad plaatste een ingezonden brief van Oltmans waarin hij zijn standpunt toelichtte.

### Tegenwerking en compensatie
Oltmans voerde volhardend en verbeten een jarenlange rechtsstrijd tegen de Nederlandse Staat. Deze verdacht hij ervan hem sinds zijn interview met Soekarno stelselmatig opzettelijk te hebben belemmerd in zijn journalistieke werk, hetgeen in de loop der jaren een terugkerend thema bleef en waarover zijn misnoegen als een rode draad door vele van zijn geschriften liep: hij gaf te kennen zich daardoor niet te laten intimideren. Hij kon weliswaar op weinig sympathie rekenen.
Ook financieel werd dit voor hem een uitputtingsslag tegen de Staat der Nederlanden, waarin hij van geen opgeven wist, ook al was in 1991 het van zijn ouders geërfd vermogen op. In 1995 en 1996 repte Oltmans in zijn boeken Mijn vriend Sukarno en Over Haagse bedriegers en de strijd om de waarheid van een journalist zelf over de door hem sinds 1956 ervaren obstructie als "veertig jaar overheidsterreur" om de verdere uitoefening van zijn beroep te dwarsbomen. Oltmans werd aanvankelijk gesteund door de journalistenvakbond NVJ in zijn principiële zaak tegen de Staat, maar deze distantieerde zich van zijn emotionele uitingen. 
Ten langen leste werd Oltmans in 2000 in een arbitrageprocedure in het gelijk gesteld. Oltmans stelde in 1992 in zijn boek Vogelvrij: "Mijn enige ‘zonde’ had bestaan uit de dringende en geschiedkundig gezien correcte waarschuwing, dat de zich voortslepende controverse over Nieuw-Guinea beter tijdig gedeëscaleerd kon worden". Over deze rechtsstrijd zou Mr. Ellen Pasman, een van Oltmans' advocaten sinds 1995, in 2001 het boek Oud zeer – Over de façades van de Nederlandse rechtsstaat publiceren. 

#### 1956-1992
Sinds zijn interview met Soekarno zou Oltmans door onder meer minister Luns systematisch zijn gedwarsboomd bij zijn journalistieke werkzaamheden. Zelf noemde hij Luns, Van Tuyl van Serooskerken en J.H. van Roijen (de Nederlandse ambassadeur te Washington) als degenen achter de jarenlange tegenwerking die hij ondervond. Niet alleen na zijn vertrek naar de Verenigde Staten, waar hij neerstreek in de buurt Kew Gardens aan het begin van Long Island in New York, ook zelfs jaren later na het aftreden van Luns als minister in 1971 gingen de pesterijen door; ook toen Oltmans sinds 1987 trachtte in Zuid-Afrika een nieuw leven te beginnen als 'media consultant'. Oltmans keerde berooid naar Nederland terug toen zijn visum niet werd verlengd en hij ook daar tegenwerking leek te ondervinden. Later werd onthuld dat de Zuid-Afrikaanse overheid hem verdacht van spionage.

#### Club van Rome
Oltmans was bevriend met de Italiaanse industrieel Aurelio Peccei en speelde een grote rol bij de introductie van diens Club van Rome in Nederland. Zo maakte hij een documentaire voor de televisierubriek Panoramiek, en publiceerde hij twee bundels met interviews over het onderwerp Grenzen aan de groei (zie bibliografie).

#### 1992-2000
In 1992 legde hij de hand op geheime ambtsberichten en telexen van het ministerie van Buitenlandse Zaken waarvan de inhoud zijn verdenking bevestigde omtrent de jarenlange systematische tegenwerking door minister Luns en diens opvolgers. Het bestaan van waarschuwingen en instructies aangaande zijn persoon had Oltmans al jaren vermoed. Zijn vermoedens werden bevestigd toen hij middels een beroep op de Wet openbaarheid van bestuur alle belastende documenten in zijn bezit kreeg – naar zijn eigen zeggen dankzij tussenkomst van koningin Beatrix, met wie hij een 'speciale band' had, omdat zij evenals hij een deel van haar opvoeding en onderwijs had genoten bij Gertrude Buringh Boekhoudt. In datzelfde jaar nog begon hij zijn proces tegen de staat. Alle Nederlandse ambassades waren ingeschakeld om hem te dwarsbomen en ook de hulp van de CIA was ingeroepen. Over die hiermee eindelijk bewezen tegenwerking en de daarover door hem gekoesterde verongelijktheid publiceerde hij eind 1992 zijn boek Vogelvrij, geïllustreerd met de betreffende bewijsstukken op. In 1994 wees hij het aanbod van honderdduizend gulden schadevergoeding door premier Lubbers van de hand, evenals het aanbod van een miljoen in 1998 door vice-premier Van Mierlo. Oltmans eiste een schadeloosstelling van 2,8 miljoen gulden en liet Lubbers als getuige verhoren, die beaamde dat de zaak onverkwikkelijke kanten had. In 1999 leek er enigszins schot in de zaak te komen en zag het er steeds meer naar uit dat Oltmans met zijn jarenlang geuite beschuldigingen over tegenwerking door de Nederlandse overheid ten onrechte als "querulant" was afgeserveerd.

#### 2000-2001
Na arbitrage van een door Pierre Vinken (oud-topman van Reed Elsevier) voorgezeten commissie van drie, werd aan Oltmans uiteindelijk in 2000 als vergoeding van hem door de Staat berokkende schade acht miljoen gulden netto uitgekeerd. De arbitragecommissie bestond verder uit A.H.W. van der Want (een vriend van Oltmans en door hem aangewezen) en Dick Dolman (lid van de Raad van State en oud-voorzitter van de Tweede Kamer, aangewezen door de Staat der Nederlanden). Het toegekend bedrag van acht miljoen betrof de uiteindelijke schadeloosstelling met daarin ook verdisconteerd het door hem gedurende 46 jaar gederfd bedrag aan inkomsten, zoals berekend door het accountantsbureau Arthur Andersen. De NVJ was in 1991 gekomen met een berekening van 2,8 miljoen gulden. Na twee miljoen gulden aan advocaatkosten te hebben voldaan, kocht Oltmans van het resterende bedrag onder meer een Steinway-vleugel en een penthouse aan het Singel te Amsterdam, dat hij Huize Kok-Van Aartsen doopte, naar de toenmalige premier Wim Kok en minister van Buitenlandse Zaken Jozias van Aartsen.
In 2001 publiceerde Oltmans zijn boek In het Land der Blinden alsnog een aantal ervaringen als journalist die hij eerder niet te boek kon of wilde stellen, vanwege de aanhangige zaak tegen de Staat der Nederlanden. Nadat deze in 2000 was afgerond hoefde hij ook daarover geen blad meer voor de mond te nemen.

### Televisiepersoonlijkheid
Hij had toen jaren in een eenkamerwoning te Amsterdam geleefd van een bijstandsuitkering. In 1997 nam Theo van Gogh zestien uur beeldmateriaal met hem op, met de bedoeling daaruit een televisieserie te monteren. (Een compilatie van het materiaal werd evenwel pas na hun beider dood uitgezonden en later ook op dvd uitgebracht.) In 1999 maakte Oltmans enkele televisieprogramma's voor Kleurnet van de Amsterdamse mediaondernemer Luc Sala, waaronder een interview met Jan Foudraine. Hierna vond hij de weg naar Hilversum terug en werd hij een bekende gast in diverse televisieprogramma's. Een terugkerend thema daarin was, naast zijn kritische kijk op de wereldpolitiek zijn toegang tot buitenlandse leiders als Soekarno en Bouterse, zijn niet-aflatende strijd voor het door hem verlangd eerherstel en de tegenwerking die hij keer op keer zei te ondervinden vanuit het ministerie van Buitenlandse Zaken, waarvoor hij in 1992 bewijzen zou bemachtigen. Vooral de laatste jaren voor zijn dood was hij regelmatig op de Nederlandse televisie te zien. Zijn beroemdste televisie-optreden dateert van 1985: een eind juni 1985 opgenomen interview door Adriaan van Dis in diens talkshow "Hier is... Adriaan van Dis", naar aanleiding van de verschijning van het eerste deel van zijn memoires, over de periode 1925-1953. Daarin beet Oltmans zeer fel van zich af tegen Van Dis, die hij betichtte van vooringenomenheid en het stellen van suggestieve vragen. De uitzending van de confrontatie met Van Dis werd door columnist Nico Scheepmaker al een 'classic' genoemd voordat het werd uitgezonden en ze zou evenveel kijkers hebben getrokken als de kersttoespraak van de koningin.

#### Suriname
In 1989-1990 procedeerde Oltmans samen met de Surinaamse oud-minister André Haakmat tot aan de Hoge Raad wegens een door hem gewenste faillietverklaring van de Republiek Suriname, vanwege een hem verschuldigde betaling van 70.000 gulden voor werkzaamheden ten behoeve van de regering Bouterse. Het zou gaan om zijn bemiddeling met contacten voor de financiering van het Kabalebo-project, de aanleg van een stuwdam. De rechtbank achtte de door Suriname betwiste vordering te gering om het gewenste faillissement te kunnen uitspreken.  De civiele kamer van de Hoge Raad oordeelde dat een vreemde staat niet failliet kan worden verklaard. Dat zou volkenrechtelijk een onaanvaardbare inbreuk opleveren op de soevereiniteit van de betreffende staat.

### Moord op Kennedy en de film JFK
In maart 1977 werd Oltmans gehoord door een stafmedewerker van het House Select Committee on Assassinations, de in 1976 ingestelde commissie van het Amerikaanse Huis van Afgevaardigden in het heropende onderzoek naar de  moord op president John F. Kennedy, over zijn bevindingen m.b.t. de betrokkenheid van de kort daarvoor verdwenen De Mohrenschildt bij deze moord. In juni 1977 verscheen Oltmans' boek met een complottheorie over deze moord, dat sceptisch werd ontvangen. De Mohrenschildt was een vriend van Lee Harvey Oswald, die in maart 1977 dood werd aangetroffen en volgens de autoriteiten zelfmoord zou hebben gepleegd, maar volgens Oltmans "bescherming zocht "bij de verkeerde personen". Oltmans beweerde over een nieuwe getuige te beschikken die hij als een "waterstofbom" betitelde en die eveneens gevaar zou lopen.
In 1991 speelde Oltmans een bijrol (baron George de Mohrenschildt) in JFK, de film van de Amerikaanse regisseur Oliver Stone over de moord op president Kennedy. Oltmans vermoedde dat De Mohrenschildt meer van de moord wist en interviewde hem meerdere malen, voordat De Mohrenschildt na een bezoek aan Oltmans in Amsterdam en een gezamenlijk reisje naar Luik dood werd aangetroffen in Florida. De officiële lezing was zelfmoord, maar volgens Oltmans was De Mohrenschildt vermoord. In 2017 verscheen een Engelse, uitvoerig geannoteerde vertaling van Oltmans' boek over de moord op Kennedy bij de University Press of Kansas, getiteld Reporting on the Kennedy Assassination.

## Dagboek en memoires
Oltmans schreef tientallen boeken en hield sinds zijn negende jaar een dagboek bij, dat uitgroeide tot een unieke vorm van autodocumentatie met een enorme omvang, waarvan een bewerking onder de noemer Memoires in 76 delen is uitgegeven. Op 10 juni 2025 werd het laatste deel gepubliceerd. Tot aan zijn dood in 2004 bleef hij actief als journalist, dagboekschrijver en commentator. Reeds in de jaren 70 kondigde hij de publicatie van zijn memoires aan. Zijn Den vaderland getrouwe – Uit het dagboek van een journalist was bedoeld als een voorpublicatie. Een jaar voor zijn overlijden begon hij nog met een website, waarop hij al snel dagelijks politiek commentaar plaatste. In de laatste jaren van zijn leven was hij goed bevriend met Adèle Luns-van der Maade (1928), de weduwe van Joseph Luns' broer Huib (1913-1993). Ook onderhield hij een vriendschap met Florrie Rost van Tonningen (1914-2007) (de Zwarte Weduwe).
Sinds 1985 werden zijn memoires deel voor deel gepubliceerd; bij zijn overlijden tot de jaren 80. Uitgeverij Papieren Tijger en de Willem Oltmans Stichting werkten sindsdien aan de voltooiing van de reeks. Sinds 2013 zijn de eerste 31 delen in de online Digitale Bibliotheek voor de Nederlandse Letteren beschikbaar.

### Overlijden
Oltmans leed al geruime tijd aan kanker en was lid van de Nederlandse Vereniging voor Vrijwillige Euthanasie (NVVE). Om de aftakeling en ontluistering die met zijn ziekte gepaard zou gaan voor te zijn, maakte hij met hulp van de NVVE een einde aan zijn leven. Hij overleed op 79-jarige leeftijd in zijn woning te Amsterdam. Oltmans is begraven bij zijn ouders op de begraafplaats Den en Rust te Bilthoven, dicht bij de plaats waar hij was opgegroeid. Nog voor zijn overlijden was de grafzerk al voorzien van zijn naam, geboortejaar en sterfjaar.

### Twee postume interviews
Enkele uren na zijn overlijden zond NOVA in een extra uitzending een interview door Theo van Gogh uit, dat niet lang voor Oltmans' dood was opgenomen en na zijn dood uitgezonden moest worden. Aan de orde kwamen onder meer de dood zelf en de vraag of zijn persoonlijke kruistocht van 47 jaar tegen de Nederlandse Staat geen verloren tijd was geweest. Oltmans antwoordde dat persoonlijk eerherstel nooit verloren tijd is. Van Gogh bleef vragen of Oltmans met dit eerherstel het doel van zijn leven bereikt had: "Ben je besodemieterd, er is niks veranderd! [...] Ik word nog meer gehaat dan voorheen, omdat ik nu goed bij kas ben." Later in het interview kwam ter sprake dat het leven een grote pelgrimstocht is naar 'het Grote Misschien' (le grand peut-être).
De laatste vraag was: "Heb je je laatste woorden al bedacht?"
Waarop Oltmans antwoordde: "Nee, want dat is nog even niet aan de orde."
Op zaterdag 9 oktober 2004 verscheen onder de kop 'Dagboek is mijn trots' een interview met Oltmans in Elsevier waarvan hij had bepaald dat het pas na zijn overlijden mocht worden gepubliceerd. Hij vertelt daarin waarom hij zijn ziekte (darmkanker met uitzaaiingen naar de lever) heeft verzwegen; waarom hij thuis wil sterven en niet in het ziekenhuis ('In het ziekenhuis is het eten slechter dan in een gevangenis'); waarom hij gekozen heeft voor euthanasie en waarom hij bij zijn ouders wil worden begraven ('Ik vind dat ten minste een van de drie zonen van mijn ouders naar huis moet terugkeren. En dat ben ik'). Oltmans: 'Het is m’n moeder die me dit eigenlijk aangeeft. Want ik leerde van haar de realiteit onder ogen te zien. "Probeer nooit tegen de realiteit in te gaan zei ze altijd".'

## Privéleven
Na een eerdere stormachtige relatie in 1950-1951 met Inez Röell was Oltmans sinds augustus 1955 enige tijd verloofd met Frieda Westerman, de dochter van een hoge medewerker bij een oliemaatschappij, met wie hij in 1957 in het huwelijk trad, voordat hij uit de kast kwam als homoseksueel. In verband met zijn seksuele geaardheid en om zijn gretige uitingen van verongelijktheid is hij een enkele keer in een van de vele venijnige kritieken bestempeld als "relnicht", wat bij zijn overlijden door een enkele krant tussen aanhalingstekens werd aangehaald, maar over het algemeen werd in de media door zijn journalistieke collega's over zijn geaardheid respectvol gezwegen. Reeds in de zomer van 1960 scheidde hij van Westerman. Toen Oltmans 42 was leerde hij het 20 jaar jongere fotomodel Peter van de Wouw kennen, die een belangrijke rol in Oltmans' verdere leven zou hebben. Daarna zou hij geen vaste relatie meer kennen, maar wel een als platonisch beschreven band met Van de Wouw. Die relatie werd op 26 januari 2004, kort voor zijn dood, alsnog geformaliseerd.

## Willem Oltmans Stichting
Het bestuur van de Willem Oltmans Stichting, door Oltmans zelf nog aangesteld, beheerde tot medio 2025 de literaire nalatenschap van Willem Oltmans en was eigenaar van het auteursrecht. Voorzitter is prof. mr. Peter Nicolaï, penningmeester is Casper van den Wall Bake en secretaris is Arendo Joustra. In samenwerking met uitgeverij de Papieren Tijger zorde het bestuur voor de publicatie van Oltmans' nagelaten memoires. Verder bemiddelt het bestuur bij de publicatie van Oltmans' geschriften in andere landen en andere talen, zoals in 2017 voor Reporting on the Kennedy assassination bij de University Press of Kansas (Lawrence, Kansas), een vertaling van Een reportage over de Kennedy-moordenaars uit 1977. Ook kan het bestuur toestemming verlenen aan wetenschappers, journalisten en anderen om naspeuringen te doen in het archief van Oltmans dat is gedeponeerd bij de Koninklijke Bibliotheek. Het audiovisuele materiaal is vrij toegankelijk en wordt beheerd door het Nederlands Instituut voor Beeld en Geluid.
Het bestuur heeft een overeenkomst gesloten met DBNL (Digitale Bibliotheek voor de Nederlandse Letteren), een afdeling van de Koninklijke Bibliotheek, om alle werken van Oltmans, ook die in andere talen, te digitaliseren en doorzoekbaar te maken via de website van DBNL. Dit project is inmiddels afgerond, op de nog te verschijnen delen van de memoires na. Los hiervan lanceerde het bestuur een officiële website over het leven en werk van Oltmans.

## Nalatenschap
Na het overlijden van Oltmans hebben de Willem Oltmans Stichting, uitgeverij de Papieren Tijger en de Koninklijke Bibliotheek in Den Haag veel werk verzet om het nagelaten werk van Oltmans uit te geven en toegankelijk te maken voor het publiek.

### Originele dagboek openbaar
Medio 2025 heeft de Koninklijke Bibliotheek in Den Haag alle 1.413 klappers met het originele dagboek van Oltmans opengesteld voor het publiek, nadat het eerst onder leiding van conservator Jeroen Vandommele was geïnventariseerd, geïndexeerd, beschreven en opgenomen in de catalogus van de KB.

### Viering 100ste geboortedag
De 100ste  geboortedag van Oltmans werd op 10 juni 2025 gevierd met een symposium in de Koninklijke Bibliotheek in Den Haag dat was georganiseerd door de KB en de Willem Oltmans Stichting. De titel van het symposium luidde  '100 jaar Willem Oltmans – De erfenis van een anti-journalist'. Sprekers waren onder anderen Oltmans' conservator bij de KB Jeroen Vandommele en zijn voorganger Ad Leerintveld; secretaris van de Willem Oltmans Stichting Arendo Joustra, die tevens als moderator optrad; Oltmans’ advocaat Ellen Pasman, auteur van het boek Oud Zeer over Oltmans' proces tegen de staat; biografiehoogleraar Hans Renders; Sjors Hoevenaars, die samen met Oltmans' uitgever Paul de Ridder na Oltmans’ overlijden zijn memoires heeft geredigeerd.

### Memoires voltooid
Medio 2025 is het 76ste en daarmee laatste deel van de Memoires van Oltmans gepubliceerd. Het eerste exemplaar werd door voorzitter Peter Nicolaï van de Willem Oltmans Stichting tijdens het symposium ter gelegenheid van zijn 100ste geboortejaar overhandigd aan Wilma van Wezenbeek, algemeen directeur van de KB.

### Memoires gedigitaliseerd
De Digitale Bibliotheek voor de Nederlandse Letteren, een dienst van de KB, heeft alle gepubliceerde delen van de Memoires van Oltmans gedigitaliseerd en opgenomen in haar bestand, zodat die vanaf elk scherm in de wereld gratis te doorzoeken zijn. Medio 2025 zijn de laatste delen beschikbaar gemaakt.

## Biografie
- In 2009 verscheen Ze zijn gék geworden in Den Haag- Willem Oltmans en de kwestie Nieuw-Guinea van Wouter Meijer over de jaren 1956-1961 die bepalend waren voor Oltmans' loopbaan en leven.
- Journalist/psycholoog Edwin Oden zag af van zijn voornemen een doorwrochte biografie van Oltmans te schrijven, nadat hij berekend had dat het reeds een jaar of twaalf zou kosten alle dagboeken Van Oltmans behoorlijk te bestuderen. Desalniettemin publiceerde hij in 2019 wel De man van acht miljoen – Vriend en vijand over het fantastische leven van Willem L. Oltmans (1925-2004).[124]

## Bibliografie (selectie)

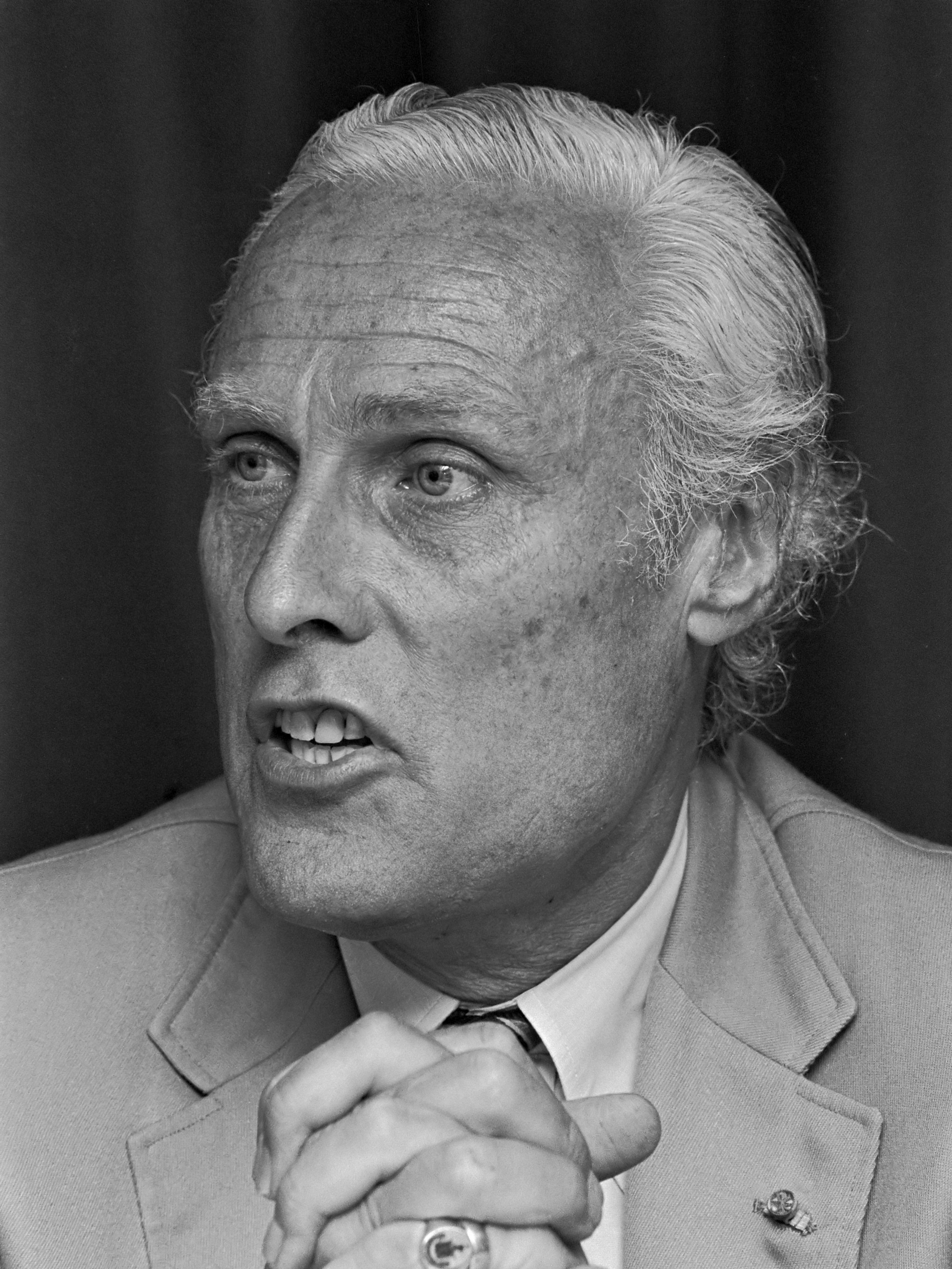
Willem Oltmans (1983)